# Stade municipal d'Aveiro
Le Stade municipal d'Aveiro (en portugais Estádio Municipal de Aveiro) est un stade de football situé à Aveiro au Portugal.

## Histoire
La construction du stade municipal d'Aveiro a commencé en juin 2001. Un peu plus de deux ans ont été nécessaires pour l'édifier, au coût d'environ 62 millions d'euros. La quantité de terre déplacée dans cet espace a été de 1,5 million de mètres cubes. Mais avant de commencer les travaux, il a fallu acquérir les terrains (près de 200 propriétaires), et planifier le projet avec notamment l'architecte José Antonio Lopes da Costa pour les environs et Tomás Taveira pour le stade lui-même. Le style architectural est proche du Stade de France (tribunes recouvertes d'un toit en forme d'auréole suspendu par des piliers en pointe).
Le stade a été bâti pour l'organisation de l'Euro 2004. Le premier match officiel a été jouée le 15 novembre 2003 entre le Portugal et la Grèce (1-1).
Depuis 2009, le stade est régulièrement choisi par la FPF pour accueillir la finale de la Supercoupe du Portugal de football.

## Galerie

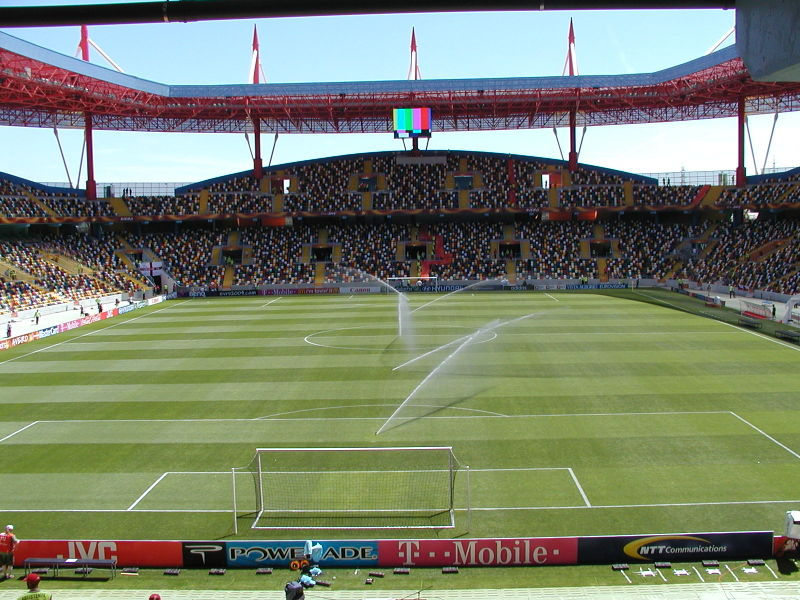
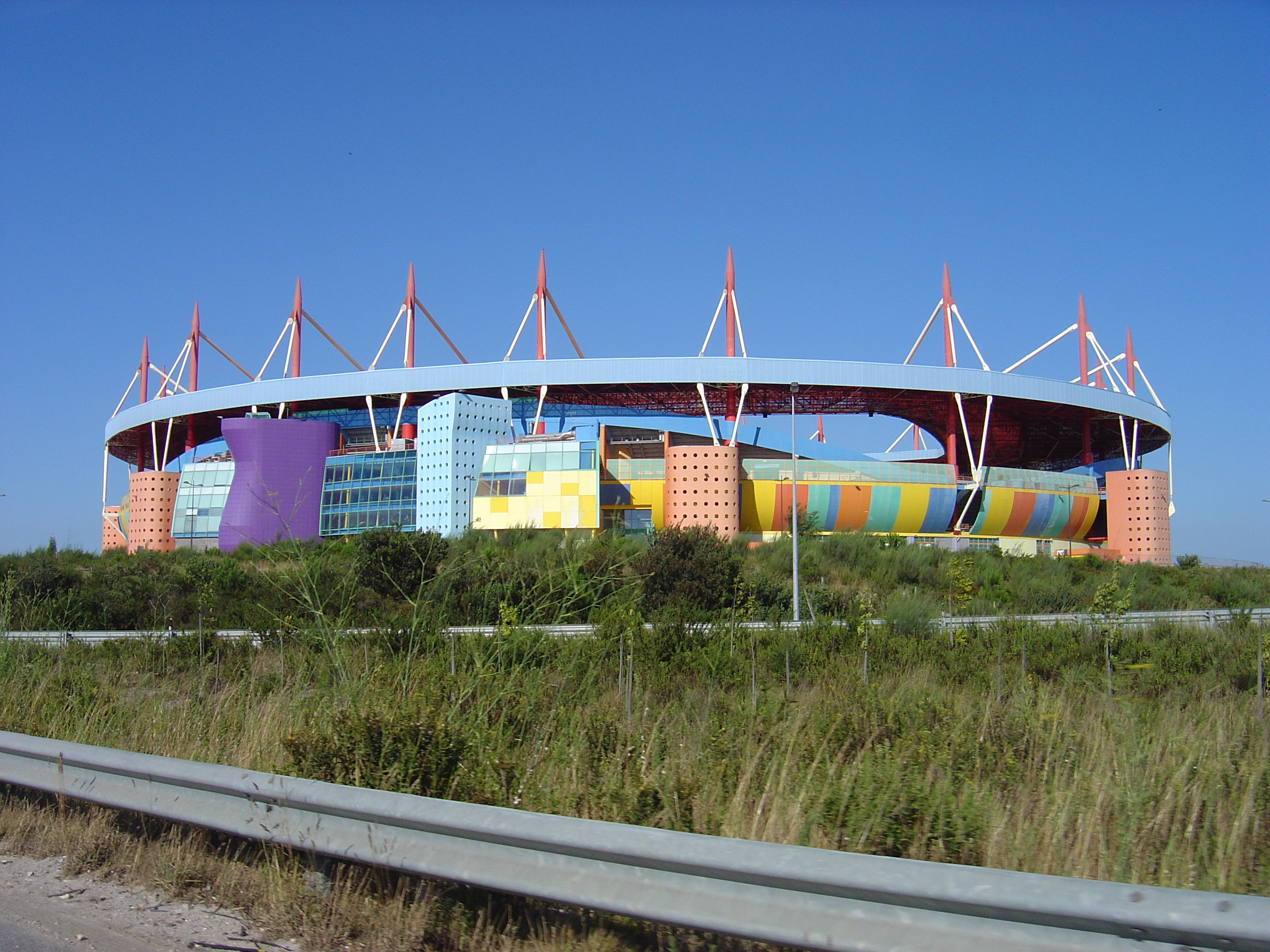

## Événements
- Championnat d'Europe de football 2004
- Aveiro Internacional Tuning Show 2006
- Supercoupe du Portugal de football